# Sinjaja bluza
La Sinjaja bluza (in russo Синяя блуза?, "Blusa blu") era un influente collettivo del teatro agit-prop attivo nei primi anni dell'Unione Sovietica. Boris Južanin creò il primo gruppo Sinjaja bluza nel 1923 con gli auspici dell'Istituto di giornalismo di Mosca. Il loro esempio ispirò altre compagnie teatrali operaie nel Paese e nel mondo; nel 1927 vi erano nell'URSS più di 5 000 troupe della Sinjaja bluza con oltre 100 000 membri. Nell'autunno di quell'anno, la troupe originale iniziò un tour nel teatro di Berlino di Erwin Piscator, provocando una rapida crescita del numero di compagnie agit-prop all'interno della Repubblica di Weimar.
La divisa blu degli operai, con la quale si esibivano gli attori, diede il nome alla compagnia, sotto il quale pubblicava anche una rivista con sceneggiature e descrizioni dettagliate delle messe in scena, costumi e altre tecniche teatrali della troupe, assieme a notizie e attualità. Il suo stile da varietà portò a molte richieste di rappresentazioni teatrali per i suoi attori.
Le prove erano estremamente rigorose e richiedevano agli attori di rimanere in allerta fisica e mentale, attraverso un programma severo di esercizi e con continui aggiornamenti sulle tematiche politiche. Il 1927 segnò la fine della Sinjaja bluza, quando fu costretta a fondersi con il più ortodosso Teatro dei giovani operai (TRAM).

## Caratteristiche delle esibizioni
Il teatro della Sinjaja bluza combinava molti elementi stilistici e varie forme artistiche assieme a significati sociopolitici, con l'intento di raggiungere tutto il popolo sovietico. Nei primi anni dell'Unione Sovietica, erano già nati diversi piccoli gruppi teatrali amatoriali, ma la Sinjaja bluza divenne una delle più popolari grazie alle sue esibizioni dinamiche che erano in grado di usare l'intrattenimento e la commedia per connettersi con le persone sul piano quotidiano. Ogni spettacolo aveva un messaggio politico che esprimeva le opinioni del regime sovietico alle persone comuni, in particolare alla classe lavoratrice.
Lo stile della Sinjaja bluza aveva dei requisiti specifici per quanto riguarda le caratteristiche basilari di uno spettacolo, come costumi, materiali di scena e scenografie. Il gruppo pubblicò anche un manifesto con i dettagli riguardanti le caratteristiche specifiche del modo di vestire, recitare e del tipo di musica da usare. L'elemento di base dei costumi, nonché quello che dava il nome al gruppo, era la camicia blu degli operai come anche i pantaloni neri o una gonna. Gli attori indossavano gli indumenti tipici dei lavoratori per facilitare la connessione con il popolo comune e altri vestiti rendevano più facile il cambio dei personaggi. I costumi venivano spesso abbelliti con accessori per distinguere il ruolo dell'attore: un capitalista, ad esempio, veniva rappresentato con un cilindro, mentre un burocrate veniva distinto da una matita rossa. Le uniche volte in cui gli attori non indossavano gli abiti da lavoro erano quelle in cui si esibivano in spettacoli acrobatici o di ginnici. Le esibizioni erano concepite per essere pratiche, accessibili e godibili.
Gli spettacoli venivano organizzati in club, mense, fabbriche e all'aperto. Tavoli e strumenti venivano spesso utilizzati come oggetti di scena se necessari ma venivano altrimenti considerati come elementi per "rallentare il ritmo del movimento e ostruire l'accesso al palco". Il collettivo Sinjaja bluza scrisse un documento dove si affermava che i suoi membri erano "contro la lucente bellezza e i set e le decorazioni realistiche". La Sinjaja bluza era molto particolare su tutti gli aspetti dell'esibizione, con l'obiettivo specifico di veicolare un messaggio preciso.
Il teatro della Sinjaja bluza riuniva una miriade di differenti espedienti artistici del spettacolo come anche talenti della danza e del canto per creare esibizioni dinamiche con atti distinguibili. La Sinjaja bluza continuava la tradizione del "giornale vivente", riguardante la presentazione di importanti storie e notizie del giorno al popolo. Tale genere nacque principalmente per gli alti tassi di analfabetismo e permetteva alle persone che non sapevano leggere di rimanere informate. Questa pratica si evolse dal giornale recitato impiegando un espediente visivo, offrendo una maniera efficace per diffondere notizie e parlare ai lavoratori. La Sinjaja bluza usava la tecnica del giornale vivente attraverso "canzoni satiriche, poster vivaci, balli e pantomime".
Gli spettacoli venivano concepiti per essere interessanti per il popolo e impiegavano diverse tecniche, tra cui una forma drammatica con monologhi, dialoghi e canti. Altre forme derivavano dalla danza e dalla ginnastica. La Sinjaja bluza impiegava manifesti, numeri musicali e anche molti film. Vi era moltissima varietà e, a causa di tutte le diverse tecniche usate, gli attori dovevano essere versatili e capaci di cantare, nonché essere atletici e in grado di "trasformarsi" con lo spettacolo atto dopo atto. L'esibizione iniziava di solito con una sfilata dei principali attori e continuava con 8-10 vignette sugli argomenti che spaziavano dagli affari internazionali a quelli locali. Lo spettacolo si concludeva con un'altra sfilata e un riassunto dell'esibizione nella quale veniva data un'attenzione speciale sul messaggio politico.
Sebbene gli spettacoli venissero concepiti per essere divertenti, davano anche un aiuto concreto al regime sovietico. La Sinjaja bluza si dedicava al teatro folcloristico e alla cultura popolare per attirare la popolazione che aveva familiarità con quelle tematiche, intrecciate con la Sinjaja bluza, presentate da un rupor che fungeva anche da tratto d'unione delle scene. Man mano che cresceva una cultura urbana, questa veniva incorporata dal teatro della Sinjaja bluza per rimanere in contatto con il proprio pubblico. Per quanto riguarda i veri e propri dialoghi negli spettacoli, questi dovevano essere tratti dal giornale della Sinjaja bluza appena pubblicato e legati con i temi locali, impiegando materiali presi da quotidiani e riviste. L'informazione doveva essere rilevante per le vite degli spettatori.

## Sinjaja bluza come mezzo di propaganda politica
La storia dietro la Sinjaja bluza serve da spiegazione per come il gruppo teatrale emerse come un mezzo di propaganda in Unione Sovietica. Subito dopo la nascita dell'URSS, il governo mise in atto la Nuova politica economica, che aiutò a stabilizzare l'economia del Paese. I fondi erano ancora ridotti ma il regime sovietico vedeva il beneficio di iniziare una campagna culturale per portare la popolazione verso uno stile di vita comunista. La rinascita del teatro era già iniziata dopo la rivoluzione d'ottobre e il governo decise quindi di sfruttarla come mezzo per raggiungere le masse, rivelandosi efficace. La Sinjaja bluza in particolare divenne molto popolare assieme ad altre piccole forme a causa della scarsità di fondi e risorse e per l'intimità con il pubblico. Il teatro si confermò quindi come mezzo ideale per parlare al popolo sovietico e per manipolare le sue idee.
Sebbene la Sinjaja bluza fosse molto divertente, doveva rispettare un'agenda specifica e determinati contenuti politici. Nell'estate del 1924 tutti i giornali viventi ottennero finanziamenti come "metodo di agitazione e propaganda al servizio degli obiettivi politici, produttivi e nazionali del proletariato". I nemici dei soviet venivano satirizzati e gli eroi glorificati. La Sinjaja bluza veniva usata per "impartire lezioni su come dovevano vivere i cittadini sovietici, quali libri dovevano leggere, sulle abitudini igieniche che dovevano avere e come dovevano relazionarsi con il regime sovietico". Qualunque argomento rilevante per la politica dell'epoca veniva incluso nel teatro della Sinjaja bluza.
I personaggi comuni che emersero nella Sinjaja bluza per i commenti politici erano il capitalista, il banchiere, il primo ministro, il NEPman, il kulak, il mescevico, il socialrivoluzionario, il generale, la dama, l'operaia, la ragazza del Komsomol, l'uomo dell'Armata rossa, il contadino e l'operaio. Tutti questi personaggi erano fortemente contemporanei e portavano forti messaggi politici. In un periodo d'industrializzazione, l'operaio era un personaggio molto importante che ricopriva un ruolo centrale negli spettacoli. La rivoluzione russa era ancora fresca nelle menti della popolazione e la NEP era ancora in corso quando la Sinjaja bluza stava prosperando, rendendola un argomento ricorrente, in particolare da quando coinvolse la limitazione del capitalismo e la lotta della rivoluzione contro di esso. La Sinjaja bluza utilizzava frequentemente questi personaggi, e sempre al vantaggio delle opinioni del regime. 
Tuttavia, i critici della Sinjaja bluza lo consideravano come un teatro "per" i lavoratori ma non "dei" lavoratori e soprattutto troppo divertente per essere educativo. Nonostante ciò, il gruppo teatrale fu molto influente e ricevette una risposta positiva, divenendo subito molto popolare, favorendo così la propaganda dell'ideologia ufficiale dello Stato.